# António da Cunha Silveira de Bettencourt
António da Cunha da Silveira de Bettencourt (Praia da Graciosa, 2 de agosto de 1782 — Fonte do Mato, Praia da Graciosa, 29 de janeiro de 1873), 1.º barão da Fonte do Mato, foi um grande proprietário e político açoriano que se distinguiu pelo seu apoio ao partido liberal durante a Guerra Civil Portuguesa.

## Biografia
Nasceu na vila da Praia da Graciosa, então sede de concelho, filho do capitão-mor Bartolomeu Álvaro de Bettencourt e de sua mulher Joaquina da Corte Celeste Gil da Silveira, uma das mais importantes famílias da aristocracia da ilha Graciosa e grandes proprietários. Foi fidalgo cavaleiro da Casa Real (1816) e por morte de seu pai herdou os morgadios da família e foi capitão-mor da vila da Praia da Graciosa (1818) e sargento-mor da ilha.
Tomou parte no movimento liberal na ilha Graciosa, tendo pelos seus serviços e pelo dispêndio da própria fazenda sido agraciado, por decreto de 2 de julho de 1860, com o título de barão da Fonte do Mato, que já lhe havia sido concedido em 1847 pela Junta do Porto, mas que então ficara sem efeito.
Casou com D. Isabel Forjaz de Lacerda Brum de Labath e Marramaque Garcia da Rosa, irmã de António Garcia da Rosa, o 1.º barão da Areia Larga, natural da ilha do Faial. O filho do casal, Bartolomeu Álvaro da Cunha Silveira de Bettencourt, foi o 2.º barão e o 1.º visconde da Fonte do Mato.
O barão da Fonte do Mato é lembrado na toponímia da Praia da Graciosa e o seu solar permanece como um dos edifícios mais imponentes da ilha Graciosa.